# 黎明家族
黎明家族成立於1991年6月21日，是至今唯一獲得香港歌手黎明允許以其名義成立的愛好者組織，起初定名為「黎明Fun舍」，其後於1994年起易名為「黎明家族」，並先後於台灣、韓國、新加坡、美國、加拿大、日本、馬來西亞、泰國設立分會，該組織除了為黎明助力，亦參與及舉辦公益活動，幫助有需要的人。

## 歷史沿革
1991年6月21日，黎明成立官方歌迷會，歌迷會命名為「黎明Fun舍」，此名字除了出自黎明的意思外，也是大眾投票得出來的結果，意味着歌迷會恰如一個大家庭，彼此和睦相處，互相鼓勵。1992年，「黎明Fun舍」進行重組，並於8月27日在香港公司註冊處註冊為私人有限公司，公司名稱為「海麗有限公司」（英語：Oceanice Company Limited），其後於11月5日更改註冊名稱為「黎明歌迷會有限公司」（英語：Leon Family Company Limited），當時會員人數約有三千人，以女性佔多數。由於會員人數陸續增加，「黎明Fun舍」於1994年初易名為「黎明家族」，喻意歌迷會愈來愈龐大，好像一個大家族，而各會員就像家族的一份子。1994年5月10日，「黎明家族」透過律師在香港和海外的報章發表聲明，宣佈成立國際歌迷會，此聲明同時亦向外界宣佈承認台灣、美加、韓國及新加坡的分會，而馬來西亞、日本及泰國的分會在其後兩年相繼獲得認可。2018年8月25日，黎明在《黎明 Leon Random Run》東莞站演唱會宣佈將「黎明家族」保存的會費全數捐給香港公益金。

## 組織簡介

### 宗旨及架構
「黎明家族」成立的宗旨是把喜歡黎明的人聚集一起，成為一股支持黎明的力量，繼而把這份精神貢獻社會，該組織由黎明及其經理人公司管理，包括定期視察和檢討組織的運作、招收會員、任命及解除幹事的職務等。自1993年底重組架構後，「黎明家族」不設「會長」一職，由幹事以義務性質負責不同範疇的事務，除了在辦事處當值，亦擔任文書、聯絡、指導等工作，而每當有大型活動，幹事便開會商討及籌劃每項細節。以下是「黎明家族」於1994年重組後的行政架構：
|      |      |      |      |      |      |  |  |        |        |        |        |        |        |  |  |        |        |        |        | 經理人公司 |        |  |  |        |        |        |        |        |        |  |  |        |        |        |        |        |        |  |  |        |        |        |        |        |        |  |  |  |  |  |  |  |  |  |  |  |  |
|      |      |      |      |      |      |  |  |        |        |        |        |        |        |  |  |        |        |        |        |            |        |  |  |        |        |        |        |        |        |  |  |        |        |        |        |        |        |  |  |        |        |        |        |        |        |  |  |  |  |  |  |  |  |  |  |  |  |
|      |      |      |      |      |      |  |  |        |        |        |        |        |        |  |  |        |        |        |        | 幹事會     |        |  |  |        |        |        |        |        |        |  |  |        |        |        |        |        |        |  |  |        |        |        |        |        |        |  |  |  |  |  |  |  |  |  |  |  |  |
|      |      |      |      |      |      |  |  |        |        |        |        |        |        |  |  |        |        |        |        |            |        |  |  |        |        |        |        |        |        |  |  |        |        |        |        |        |        |  |  |        |        |        |        |        |        |  |  |  |  |  |  |  |  |  |  |  |  |
|      |      |      |      |      |      |  |  |        |        |        |        |        |        |  |  |        |        |        |        |            |        |  |  |        |        |        |        |        |        |  |  |        |        |        |        |        |        |  |  |        |        |        |        |        |        |  |  |  |  |  |  |  |  |  |  |  |  |
|      |      |      |      |      |      |  |  |        |        |        |        |        |        |  |  |        |        |        |        |            |        |  |  |        |        |        |        |        |        |  |  |        |        |        |        |        |        |  |  |        |        |        |        |        |        |  |  |  |  |  |  |  |  |  |  |  |  |
| 顧問 | 顧問 | 顧問 | 顧問 | 顧問 | 顧問 |  |  | 會刊組 | 會刊組 | 會刊組 | 會刊組 | 會刊組 | 會刊組 |  |  | 活動組 | 活動組 | 活動組 | 活動組 | 活動組     | 活動組 |  |  | 資料組 | 資料組 | 資料組 | 資料組 | 資料組 | 資料組 |  |  | 聯絡組 | 聯絡組 | 聯絡組 | 聯絡組 | 聯絡組 | 聯絡組 |  |  | 國際部 | 國際部 | 國際部 | 國際部 | 國際部 | 國際部 |  |  |  |  |  |  |  |  |  |  |  |  |

### 會員制度
「黎明家族」以公開形式招募會員，年滿12歲以上人士皆可申請入會，會員須繳交年費及遵守會規，會規包括要尊重黎明、不准騷擾黎明的私人生活、不可到黎明工作的地方探班、不可參與損害黎明或「黎明家族」聲譽的活動等，違規者會被警告處分，甚至列入黑名單或取消會員資格。截至1994年7月，「黎明家族」約有五千多名會員，是香港最大型的歌迷會之一，所有會員均獲發印有會員編號、姓名、所在地區及有效日期的會員證，憑會員證到指定商店購物可獲折扣優惠，亦可優先訂購演唱會門票，自2003年7月1日起入會的會員，其會員資格皆成為永久會員。1990年代至2000年代中期，「黎明家族」每年舉辦約十多項活動，包括舉行聯誼聚會、出席頒獎典禮為歌手打氣及參與公益活動等，並設有「學業成績優異獎」、「大躍進獎」等學業獎，以及舉辦《MOCK卷交流計劃》、《考試加油站》等活動，幫助及鼓勵正在求學階段的會員積極面對學業。會員出席大型公開活動時均會穿上制服，「黎明Fun舍」的制服為藍色及黃色；香港「黎明家族」的制服為紅色，包括T恤及棒球帽。

### 會址及會歌
「黎明家族」以香港為總部，在1991年成立初期沒有固定會址，曾以寶麗金唱片公司作為通訊處，其後於1992年至1994年以位於斧山道8號的嘉禾片場作為聯絡地址。自1994年尾開始，「黎明家族」的辦事處遷往位於九龍塘書院道4號，有較完善的環境處理會務，自2010年代中後期至今以黎明的經理人公司位於觀塘的辦事處作為註冊地址。黎明以筆名「天濛光」於1992年為歌迷會創作及演繹主題曲〈因你在此〉，這是一首粵語流行曲，歌詞由小美創作，歌曲收錄於《但願不只是朋友》專輯，而此歌曲的國語版本〈明白我的愛〉由黎明填詞，收錄於《堆積情感》專輯。

## 獲認可的分會
1994年5月10日，「黎明家族」透過律師在香港和海外的報章發表聲明，聲明中表示「黎明家族」是全球唯一得到黎明允許以其名義成立的歌迷會，並獲得黎明授權批核組織歌迷會的申請，任何人如要為黎明成立歌迷會或類似組織，必須事先經「黎明家族」批核並取得書面許可，所有未經批核認許的黎明歌迷會及類似組織舉行的任何活動，「黎明家族」一概不會承認或支持，並保留追究權利，防止有人利用歌迷會名義進行詐騙。以下是1994年至今獲得「黎明家族」認可的分會：
|          |          |          |          |          |          |  |  |          |          |          |          |          |          |  |  |            |            |            |            |            |            |  |  |              |              |              |              | 香港總部 （包括澳門及中國） |              |  |  |            |            |            |            |            |            |  |  |          |          |          |          |          |          |  |  |          |          |          |          |          |          |  |  |          |          |          |          |          |          |  |  |  |  |
|          |          |          |          |          |          |  |  |          |          |          |          |          |          |  |  |            |            |            |            |            |            |  |  |              |              |              |              |                             |              |  |  |            |            |            |            |            |            |  |  |          |          |          |          |          |          |  |  |          |          |          |          |          |          |  |  |          |          |          |          |          |          |  |  |  |  |
|          |          |          |          |          |          |  |  |          |          |          |          |          |          |  |  |            |            |            |            |            |            |  |  |              |              |              |              |                             |              |  |  |            |            |            |            |            |            |  |  |          |          |          |          |          |          |  |  |          |          |          |          |          |          |  |  |          |          |          |          |          |          |  |  |  |  |
|          |          |          |          |          |          |  |  |          |          |          |          |          |          |  |  |            |            |            |            |            |            |  |  |              |              |              |              |                             |              |  |  |            |            |            |            |            |            |  |  |          |          |          |          |          |          |  |  |          |          |          |          |          |          |  |  |          |          |          |          |          |          |  |  |  |  |
| 台灣分會 | 台灣分會 | 台灣分會 | 台灣分會 | 台灣分會 | 台灣分會 |  |  | 韓國分會 | 韓國分會 | 韓國分會 | 韓國分會 | 韓國分會 | 韓國分會 |  |  | 新加坡分會 | 新加坡分會 | 新加坡分會 | 新加坡分會 | 新加坡分會 | 新加坡分會 |  |  | 馬來西亞分會 | 馬來西亞分會 | 馬來西亞分會 | 馬來西亞分會 | 馬來西亞分會                | 馬來西亞分會 |  |  | 加拿大分會 | 加拿大分會 | 加拿大分會 | 加拿大分會 | 加拿大分會 | 加拿大分會 |  |  | 美國分會 | 美國分會 | 美國分會 | 美國分會 | 美國分會 | 美國分會 |  |  | 日本分會 | 日本分會 | 日本分會 | 日本分會 | 日本分會 | 日本分會 |  |  | 泰國分會 | 泰國分會 | 泰國分會 | 泰國分會 | 泰國分會 | 泰國分會 |  |  |  |  |

| 中文名稱         | 英文名稱                       | 獲認可日期       | 簡介 | 來源                        |
| ---------------- | ------------------------------ | ---------------- | --- | --------------------------- |
| 台灣黎明家族     | Leon Family（Taiwan）          | 1994年5月10日    | 前身是台灣歌迷於1992年11月自組成立的「台灣黎明歌友會」，其後於1993年11月中成立「台灣黎明家族」，在黎明的經理人公司及唱片公司的協助下，會員人數由最初的百多人增加至數千人，並於台北設有辦公室。「台灣黎明家族」成立的目標是為黎明在台灣的發展打氣，以及號召一群因黎明而結緣的人，發揮團結的力量，幫助社會上有需要的人。 | [ 32 ] [ 33 ]               |
| 韓國黎明家族     | Leon Family（Korea）           | 1994年5月10日    | 前身是一群歌迷於1991年11月自組成立的朋友會，其後得到各國「黎明家族」支持，從而克服資料缺乏及語言上的溝通問題，逐漸上軌道。「韓國黎明家族」的會員以初中學生及女性為主，成立的目標是為在韓國的發展助力，例如提供黎明的資料給雜誌社，並集合會員的力量，為需要幫助的人與社會作出貢獻。                                     | [ 34 ]                      |
| 新加坡黎明家族   | Leon Family（Singapore）       | 1994年5月10日    | 前身是黎明的支持者於1993年初建立的小型群組，會員人數不斷增加，並於1994年11月30日以私人公司名義在新加坡註冊，截至1995年，約有五百多名會員。「新加坡黎明家族」除了給予黎明在歌唱和演藝方面的支持，亦參與各項慈善活動，回饋社會及幫助不幸的人。                                                                           | [ 35 ] [ 36 ] [ 37 ]        |
| 美加黎明家族     | Leon Family（U.S.A. & Canada） | 1994年5月10日    | 「美加黎明家族」除了於1994年為黎明美加巡迴演唱會助力外，亦曾舉辦公益活動，如探訪老人中心，並於1995年1月23日在紐約註冊為非牟利公司。家族會長其後被發現多次以「黎明家族」名義違反會規，香港總部於1995年4月革除其職務，並重新組織美國與加拿大的「黎明家族」。                                                             | [ 38 ] [ 39 ] [ 40 ] [ 41 ] |
| 馬來西亞黎明家族 | Leon Family（Malaysia）        | 1994年11月18日   | 截至1996年6月，「馬來西亞黎明家族」約有二百多名會員，當中98%是華人，其餘2%是馬來人及印度人，大部份會員來自首都吉隆坡。會員除了給予黎明鼓勵和支持，亦關注社會事情，如到訪孤兒院及老人院，幫助和關懷有需要的人。 | [ 42 ]                      |
| 加拿大黎明家族   | Leon Family（Canada）          | 1995年6月        | 前身是「美加黎明家族」，經重組後獨立運作，辦事處設於溫哥華，截至1996年8月，約有六十多名會員。「加拿大黎明家族」一共有5名幹事，他們主動與會員互相溝通，了解會員的需要並收集意見，亦曾舉辦探訪老人院活動。 | [ 43 ]                      |
| 美國黎明家族     | Leon Family（U.S.A.）          | 1995年6月        | 前身是「美加黎明家族」，經重組後獨立運作。「美國黎明家族」除了幫助黎明提升在美國的人氣，亦為當地會員提供有關黎明的新聞資訊，並為社區作出貢獻。 | [ 44 ]                      |
| 日本黎明家族     | Leon Family（Japan）           | 1996年5月        | 「日本黎明家族」於1996年10月正式成立，截至2002年，會員人數由最初的三百多人增加至八百多人，家族除了透過會刊與會員分享黎明的消息及互相交流心得外，亦曾於東京涉谷舉行放映會及組團到香港觀賞黎明的演唱會。 | [ 45 ] [ 46 ] [ 47 ]        |
| 泰國黎明家族     | Leon Family（Thailand）        | 1995年至1996年間 | 黎明於1994年在泰國舉行演唱會並計劃在當地成立歌迷會，約於1995年至1996年間成立「泰國黎明家族」。 | [ 48 ]                      |

## 公益活動
1990年代至2000年代初期，「黎明家族」多次帶領會員舉辦或參與各類慈善公益活動，包括與聯合國兒童基金會合作舉辦「愛心大行動」及參與香港公益金的慈善活動等。2018年，黎明在東莞舉行演唱會期間，表示會將「黎明家族」的基金餘款捐給香港公益金作慈善用途。以下是「黎明家族」曾經參與的慈善及公益事務：
| 日期                      | 活動名稱／活動性質            | 受惠機構（受助對象）                           | 簡述                                                                      | 參考來源             |
| ------------------------- | ----------------------------- | ---------------------------------------------- | ------------------------------------------------------------------------- | -------------------- |
| 1994年3月13日             | 海岸清潔                      |                                                | 百多名新加坡黎明家族成員到當地的東海岸清理垃圾                            | [ 50 ]               |
| 1994年3月26日             | 義賣氣球                      | 新加坡殘障人士援助協會（殘障人士）             | 二百多名新加坡黎明家族成員在當地義賣氣球，籌得5,620新加坡元。             | [ 51 ]               |
| 1994年5月14日             | 探訪護老院                    | 西貢海明閣護老院（長者）                       | 數名幹事帶同會員捐出的數十部收音機到護老院探訪                            |                      |
| 1994年5月21日             | 賣旗籌款                      | 柴灣浸信會                                     | 百多名會員參與賣旗籌款活動                                                |                      |
| 1994年7月9日              | 暖流先鋒關懷大行動            | 護老院（長者）                                 | 黎明聯同30名會員到護老院作親善採訪                                        |                      |
| 1994年8月6日至7日         | 愛心朱古力大行動              | 聯合國兒童基金會（中國根治小兒麻痺症籌募計劃） | 在香港各區合共130個地點義賣巧克力，籌得港幣230萬元。                      | [ 52 ] [ 53 ]        |
| 1994年8月14日、21日、28日 | 愛心朱古力義賣                | 心愛慈善基金                                   | 台灣黎明家族分別於台北、台中、台南、高雄義賣巧克力                        |                      |
| 1994年9月17日             | 港都愛心中秋慈善演唱會        | 殘疾兒童                                       | 400名台灣黎明家族會員參與活動，並把認購的月餅轉贈給殘疾兒童。             |                      |
| 1994年12月11日            | 送您一顆的愛心 黎明與您同行善 | 聯合國兒童基金會（中國根治小兒麻痺症籌募計劃） | 與聯合國兒童基金會合作舉辦慈善步行活動，約有三千人參與，籌得港幣150萬元。 |                      |
| 1995年1月29日             | 廣州探訪                      | 聯合國兒童基金會（中國根治小兒麻痺症籌募計劃） | 到廣州探訪當地的殘疾兒童                                                  | [ 54 ]               |
| 1995年3月16日             | 陽光之家黎明慈善夜            | 明愛醫院（陽光之家的殘疾兒童）                 | 「黎明家族」派出50名代表，協助主辦單位向現場觀眾募捐籌款。                | [ 55 ]               |
| 1995年3月25日             | 家族慈善25、愛心行動95年      | 新加坡腎臟基金會                               | 300名「新加坡黎明家族」成員到烏節路義賣鮮花籌款                           | [ 56 ] [ 57 ]        |
| 1995年4月2日              | 生命力義跑                    | 新加坡腎臟基金會                               | 百多名「新加坡黎明家族」成員參與義跑籌款                                  | [ 58 ]               |
| 1995年7月22日至23日       | 愛心朱古力大行動              | 聯合國兒童基金會（中國根治小兒麻痺症籌募計劃） | 約有二千多名會員到香港各區合共150個地點義賣巧克力                         | [ 59 ]               |
| 1995年9月17日             | 朝陽計劃95                    | 三聯書店（中學生）                             | 透過閱讀報告比賽、大型巡迴書展等活動，向中學生推廣課外閱讀。              | [ 60 ] [ 61 ]        |
| 1995年10月30日            | 賣旗籌款                      | 香港幼兒教育及服務聯會                         | 百多名會員參與賣旗籌款活動                                                |                      |
| 1995年12月10日            | 第三屆廣州教育基金會百萬行    | 廣州教育基金會                                 | 參與步行籌款活動，為教育基金籌款。                                        | [ 62 ] [ 63 ]        |
| 1996年1月27日             | 賣旗籌款                      | 柴灣浸信會                                     | 百多名會員參與賣旗籌款活動                                                |                      |
| 1996年2月11日             | 暖流行動                      | 啟業村老人中心（長者）                         | 30名會員到啟業村老人中心進行探訪，並轉送由會員捐贈的100條頸巾。           |                      |
| 1996年5月18日             | 籌款活動                      | 新加坡腎臟基金會                               | 為新加坡腎臟基金會籌款                                                    | [ 64 ]               |
| 1996年7月20日             | 探訪陽光之家                  | 明愛醫院陽光之家（殘疾兒童）                   | 探訪院內的患病兒童                                                        |                      |
| 1996年8月3日至4日         | 愛心朱古力大行動              | 聯合國兒童基金會（中國內地兒童）               | 義賣巧克力，為中國內地兒童籌款購買破傷風預防疫苗。                        | [ 65 ]               |
| 1996年12月14日            | 永安有您心 齊齊獻愛心         | 聯合國兒童基金會（中國內地兒童）               | 與聯合國兒童基金會合辦嘉年華會，為中國內地兒童籌款購買破傷風預防疫苗。    |                      |
| 1996年12月14日至25日      | 甜蜜愛心慈善義賣會            | 新加坡殘障人士援助協會（殘疾人士）             | 新加坡黎明家族在義安城前的露天廣場舉行義賣活動，籌得8,018新加坡元。       | [ 66 ] [ 67 ] [ 68 ] |
| 1997年1月25日             | 賣旗籌款                      | 柴灣浸信會                                     | 參與賣旗籌款活動                                                          |                      |
| 1997年3月9日              | 探訪啟業村老人中心            | 啟業村老人中心（長者）                         | 到啟業村老人中心探訪，與長者玩遊戲、修理衣櫃、門鎖及修補衣服。            |                      |
| 1997年3月11日             | 探訪陽光之家                  | 明愛醫院陽光之家（殘疾兒童）                   | 探訪院內的患病兒童                                                        |                      |
| 1997年3月12日             | 探訪柴灣浸信會                | 柴灣浸信會                                     | 到柴灣浸信會實地探訪並捐贈文具                                            |                      |
| 1997年3月15日             | 賣旗籌款                      | 香港盲人協進會（失明人士）                     | 參與賣旗籌款活動                                                          |                      |
| 1997年6月15日             | 愛惜沙灘清潔運動              | 新加坡自然協會                                 | 約三十名新加坡黎明家族成員到東海岸參與活動                                | [ 69 ]               |
| 1997年8月                 | 夏日芬芳顯愛心                | 聯合國兒童基金會（中國內地的失學女童）         | 義賣香皂，為中國內地的失學女童籌募教育經費。                              | [ 70 ]               |
| 1998年10月                | 黎明98－99救救兒童慈善活動    | 聯合國兒童基金會                               | 參與椰果蒟蒻義賣籌款活動                                                  |                      |
| 1998年12月12日            | 探訪老人                      | 紅山德教老人活動中心                           | 探訪23名依靠輔助金生活的老人，並為他們籌款及送上日用品。                  | [ 71 ]               |
| 1999年8月7日              | 糖果義賣活動                  | 聯合國兒童基金會（中國貧困地區）               | 到香港各區參與糖果義賣活動，為中國貧困地區籌募經費。                      | [ 72 ]               |
| 2000年1月23日             | 公益金東廊千禧行              | 香港公益金                                     | 獲香港公益金邀請參與步行籌款活動                                          | [ 73 ] [ 74 ]        |
| 2004年2月8日              | 新界區公益金百萬行            | 香港公益金                                     | 參與步行籌款活動，為香港公益金籌款。                                      | [ 75 ]               |
| 2006年3月30日             | 雷頌德公益金音樂會            | 香港公益金                                     | 「黎明家族」捐款港幣五萬元以上贊助此音樂會。                              | [ 76 ]               |

## 出版刊物
香港
1991年10月，「黎明Fun舍」首次出版會員通訊刊物，早期以單色印刷，自1994年6月開始改為彩色印刷，並將刊物定名為《Jump》，意思是「Join You and Me to serve the Public」（加入你和我一起服務大眾），代表黎明家族已經跳出一般歌迷會的框框，希望把歌迷團結一起，在支持黎明的同時，亦不忘參與社會公益活動。《Jump》以雙月刊或季刊形式出版，合共四十期，2001年2月出版的《Jump》為最後一期印刷版會員通訊，此後透過官方網頁或社交平台發佈資訊。以下是香港「黎明家族」印刷版會員通訊出版記錄：
- 第1期（1991年10月）
- 第2期（1992年4月）
- 第3期（1992年8月）
- 第4期（1992年12月）
- 第5期（1993年3月）
- 第6期（1993年6月）
- 第7期（1993年8月）
- 第8期（1993年10月）
- 第9期（1993年12月）
- 第10期（1994年2月）
- 第11期（1994年4月）
- 第12期（1994年6月）
- 第13期（1994年8月）
- 第14期（1994年10月）
- 第15期（1995年1月）（特別版）
- 第16期（1995年4月）
- 第17期（1995年6月）
- 第18期（1995年9月）
- 第19期（1995年12月）
- 第20期（1996年2月）
- 第21期（1996年4月）
- 第22期（1996年6月）
- 第23期（1996年8月）
- 第24期（1996年10月）
- 第25期（1996年12月）
- 第26期（1997年2月）
- 第27期（1997年4月）
- 第28期（1997年6月）
- 第29期（1997年9月）
- 第30期（1997年11月）
- 第31期（1998年2月）
- 第32期（1998年5月）
- 第33期（1998年7月）
- 第34期（1998年9月）
- 第35期（1998年11月）
- 第36期（1999年3月）
- 第37期（1999年7月）
- 第38期（2000年1月）
- 第39期（2000年6月）
- 第40期（2001年2月）

台灣
從1992年10月至2005年5月，「台灣黎明家族」一共出版了78期會刊，記載了黎明歷年來的演藝事業歷程，以下是「台灣黎明家族」的會員通訊刊物名稱、出版日期及形式：
| 出版日期              | 刊物期數     | 刊物名稱                    | 出版形式                     | 備註       |
| --------------------- | ------------ | --------------------------- | ---------------------------- | ---------- |
| 1992年10月至12月      | 第1期至12期  | 《台灣黎明歌友會Leon Club》 | 週刊                         | 手抄本     |
| 1992年10月至1993年6月 | 第13期至26期 | 《台灣黎明歌友會Leon Club》 | 週刊（第16期至26期為雙週刊） | 單張影印   |
| 1993年中              | ／           | 《台灣黎明歌友會Leon Club》 | 特刊                         | 紫色封面   |
| 1993年7月至1994年7月  | 第27期至37期 | 《Morning（Leon Family）》  | 月刊                         | 單色印刷   |
| 1994年10月至1995年6月 | 第38期至42期 | 《Morning（Leon Family）》  | 月刊                         | 彩色封面   |
| 1995年8月至1996年8月  | 第43期至49期 | 《ACTION》                  | 雙月刊                       | 彩色封面   |
| 1996年10月至1997年6月 | 第50期至54期 | 《ACTION》                  | 雙月刊                       | 全彩色印刷 |
| 1997年9月至2005年5月  | 第55期至78期 | 《ACTION》                  | 季刊                         | 全彩色印刷 |

日本
《Channel-L》是「日本黎明家族」的通訊刊物，刊物為B5尺寸，以雙月刊形式出版，合共40冊，內容包括國內外的活動情報、香港新聞、會員來信、唱片評論、四格漫畫及歌詞等資訊。
- 第1期（1996年6月）
- 第2期（1996年8月）
- 第3期（1996年10月）
- 第4期（1996年12月）
- 第5期（1997年2月）
- 第6期（1997年4月）
- 第7期（1997年7月）
- 第8期（1997年9月）
- 第9期（1997年11月）
- 第10期（1998年1月）
- 第11期（1998年3月）
- 第12期（1998年5月）
- 第13期（1998年7月）
- 第14期（1998年9月）
- 第15期（1998年11月）
- 第16期（1999年1月）
- 第17期（1999年3月）
- 第18期（1999年5月）
- 第19期（1999年7月）
- 第20期（1999年9月）
- 第21期（1999年11月）
- 第22期（2000年1月）
- 第23期（2000年3月）
- 第24期
- 第25期
- 第26期（2000年7月）
- 第27期
- 第28期
- 第29期
- 第30期
- 第31期
- 第32期
- 第33期
- 第34期
- 第35期
- 第36期
- 第37期
- 第38期
- 第39期
- 第40期

泰國
《L-Club Magazines》是「泰國黎明家族」的通訊刊物，於1997年至2000年間出版，合共10冊。
- 第1期（1997年1月）
- 第2期（1997年4月）
- 第3期（1997年7月）
- 第4期（1997年10月）
- 第5期（1998年1月）
- 第6期（1998年4月）
- 第7期（1998年7月）
- 第8期（1998年10月）
- 第9期（1999年6月）
- 第10期（2000年2月）

### 相關研究文獻
- 潘瑞香, 歌迷社群的愉悅與反抗：以偶像歌手之歌迷俱樂部為例. .  (PDF) (碩士论文). 國立政治大學社會學研究所. 2002  [2020-02-20]. （原始内容 (PDF)存档于2020-02-20） （中文）.
- 小柳淳、田村早苗. . 日本: 三修社. 2007: 254. ISBN 9784384011982 （日语）.

### 註腳列表
1. ↑  . 華僑日報. 1991-06-13: 20  [2021-06-26]. （原始内容存档于2021-06-26） （中文）.
2. ↑  . 大眾電視. 1994  [2021-05-18]. （原始内容存档于2021-05-18） （中文）.
3. ↑  . 報章. 1994  [2022-01-30]. （原始内容存档于2022-01-30） （中文）.
4. ↑  . 1997  [2021-05-18]. （原始内容存档于2021-05-18） （中文）.
5. ↑  . 明報. 1991-06-17  [2024-09-01]. （原始内容存档于2024-09-01） （中文）.
6. ↑  . 聯合晚報. 1991-06-23: 11  [2024-12-30]. （原始内容存档于2024-12-30） （中文（简体））.
7. ↑  . 大眾電視1072期. 1991-07-06  [2022-02-02]. （原始内容存档于2022-02-02） （中文）. 黎明剛組織歌迷會，命名為「黎明Fun舍」，現時會員已達二千多人。
8. 1 2  . 音樂雜誌. 1993  [2021-05-18]. （原始内容存档于2021-05-18） （中文）.
9. ↑  . 快報. 1992-06  [2024-08-10]. （原始内容存档于2024-08-10） （中文）.
10. ↑  . 澤昇商務中心. 2017-02-25  [2021-05-18]. （原始内容存档于2020-03-19） （中文）.
11. ↑  . 聯合晚報. 1992-03-19: 12  [2024-12-27]. （原始内容存档于2024-12-27） （中文（简体））.
12. ↑  . The Straits Times. 1992-11-27: 31  [2024-12-13]. （原始内容存档于2024-12-13） （英语）.
13. ↑  . 快報. 1994-04-10  [2023-04-09]. （原始内容存档于2023-04-09） （中文）.
14. ↑  . 快報. 1994-05-01  [2023-04-10]. （原始内容存档于2023-04-09） （中文）.
15. ↑  . 新報. 1994  [2021-05-18]. （原始内容存档于2021-05-18） （中文）.
16. ↑  . 微博 黎明－記憶的花園. 2018-08-30  [2023-04-08]. （原始内容存档于2023-04-08） （中文）.
17. ↑  . 大眾電視. 1992  [2021-05-18]. （原始内容存档于2021-05-18） （中文）.
18. ↑  . 黎明家族會刊第14期. 1994-10  [2024-07-07]. （原始内容存档于2024-07-11） （中文）.
19. ↑  . 明報. 1994-05-03  [2023-04-10]. （原始内容存档于2023-04-10） （中文）.
20. ↑  . 快報. 1994-09-07  [2023-04-15]. （原始内容存档于2023-04-15） （中文）.
21. 1 2  冼潤棠. . 香港中文大學新聞與傳播學院. 1998-04  [2019-08-25]. （原始内容存档于2019-08-21） （中文）.
22. ↑  . 快報. 1992  [2024-08-16]. （原始内容存档于2024-08-16） （中文）.
23. ↑  陳永娟. . 聯合晚報. 1994-03-13: 2 （中文）.
24. ↑  . 快報. 1994-08-27  [2023-04-15]. （原始内容存档于2023-04-15） （中文）.
25. ↑  Dina Gan, Terry Hong. . 美國: Houghton Mifflin. 1997: 257. ISBN 9780395763414 （英语）.
26. ↑  梁碧瑤. . 聯合晚報. 1994-05-10: 11  [2025-02-04]. （原始内容存档于2025-02-04） （中文（简体））.
27. ↑  . 聯合晚報. 1994-05-10: 10  [2025-02-04]. （原始内容存档于2025-02-04） （中文（简体））.
28. ↑  王芬. . Spill. 2016-05-07  [2020-03-20]. （原始内容存档于2021-11-07） （中文）. 翌年他再接再厲，寫了一首〈因你在此〉作為給歌迷會「黎明 Fun 舍」的主題曲。
29. ↑  林玉鑫. . 北京: 海潮出版社. 2001-01: 371. ISBN 7801512839 （中文（简体））.
30. ↑  . 明報. 1994-05-10  [2023-04-08]. （原始内容存档于2023-04-08） （中文）.
31. ↑  . 新明日報. 1994-05-02: 12  [2025-02-04]. （原始内容存档于2025-02-04） （中文）.
32. ↑  . 黎明家族會刊第18期. 1995-09  [2024-07-11]. （原始内容存档于2024-07-11） （中文）.
33. ↑  . 快報. 1993-10-27  [2024-08-10]. （原始内容存档于2024-08-10） （中文）.
34. ↑  . 黎明家族會刊第20期. 1996-02  [2024-07-11]. （原始内容存档于2024-07-11） （中文）.
35. ↑  . 黎明家族會刊第19期. 1995-12  [2024-07-12]. （原始内容存档于2024-07-12） （英语）.
36. ↑  . Companies.sg. 2024-07-14  [2024-07-14]. （原始内容存档于2024-07-14） （英语）.
37. ↑  . 聯合晚報. 1998-05-29: 31  [2025-04-25]. （原始内容存档于2025-04-25） （中文（简体））.
38. ↑  . 黎明家族會刊第12期. 1994-06  [2024-07-12]. （原始内容存档于2024-07-12） （中文）.
39. ↑  . 黎明家族會刊第15期. 1995-01  [2024-07-12]. （原始内容存档于2024-07-12） （中文）.
40. ↑  . 黎明家族會刊第12期. 2024-07-13  [2024-07-14]. （原始内容存档于2024-07-14） （中文）.
41. ↑  . 黎明家族會刊第16期. 1995-04  [2024-07-12]. （原始内容存档于2024-07-12） （中文）.
42. ↑  . 黎明家族會刊第22期. 1996-06  [2024-07-12]. （原始内容存档于2024-07-12） （中文）.
43. ↑  . 黎明家族會刊第23期. 1996-08  [2024-07-12]. （原始内容存档于2024-07-12） （中文）.
44. ↑  . 黎明家族會刊第21期. 1996-04  [2024-07-12]. （原始内容存档于2024-07-12） （英语）.
45. ↑  . 黎明家族會刊第24期. 1996-10  [2024-07-12]. （原始内容存档于2024-07-12） （英语）.
46. ↑  葉建萍. . 東方日報. 1997-11-10  [2024-07-14]. （原始内容存档于2024-07-14） （中文）.
47. ↑  Koichi Iwabuchi. . 美國: Duke University Press. 2002-10-18: 230. ISBN 9780822384083 （英语）.
48. ↑  . 東方日報. 1994-06-27  [2024-07-12]. （原始内容存档于2024-07-12） （中文）. 而黎明今次亦會在泰國成立歌迷會，他透露各地歌迷會已連成一線，會員證更有很多購物優惠，令他覺得自己有一定程度的信譽保證。
49. ↑  . 星島日報. 2018-08-27  [2021-05-18]. （原始内容存档于2019-08-25） （中文）.
50. ↑  朱葒. . 新明日報. 1994-03-13: 4  [2025-01-19]. （原始内容存档于2025-01-18） （中文（简体））.
51. ↑  陳永娟. . 聯合晚報. 1994-03-27: 10  [2025-01-19]. （原始内容存档于2025-01-18） （中文（简体））.
52. ↑  . 快報. 1994-08-06  [2023-04-08]. （原始内容存档于2023-04-08） （中文）.
53. ↑  . 華僑日報. 1994-09-12  [2023-04-15]. （原始内容存档于2023-04-15） （中文）.
54. ↑  . 黎明家族會刊. 1994  [2021-05-18]. （原始内容存档于2021-05-18） （中文）.
55. ↑  . 電視日報. 1995-03-17  [2021-05-18]. （原始内容存档于2020-12-20） （中文）.
56. ↑  陳韻紅. . 新明日報. 1995-03-21: 5  [2025-02-05]. （原始内容存档于2025-02-05） （中文（简体））.
57. ↑  陳韻紅. . 新明日報. 1995-03-25: 14  [2025-02-05]. （原始内容存档于2025-02-05） （中文（简体））.
58. ↑  . 聯合早報. 1995-03-29: 5  [2025-02-05]. （原始内容存档于2025-02-05） （中文（简体））.
59. ↑  . 明報. 1995  [2021-05-18]. （原始内容存档于2021-05-18） （中文）.
60. ↑  . 新報. 1995-09  [2021-05-18]. （原始内容存档于2021-05-18） （中文）.
61. ↑  . 三聯書店. 1995  [2021-05-18]. （原始内容存档于2021-05-18） （中文）.
62. ↑  . 新明日報. 1995-12-11: 10  [2025-02-22]. （原始内容存档于2025-02-22） （中文（简体））.
63. ↑  . 聯合晚報. 1995-12-11: 10  [2025-02-22]. （原始内容存档于2025-02-22） （中文（简体））.
64. ↑  陳永娟. . 聯合晚報. 1996-05-18: 10  [2025-04-04]. （原始内容存档于2025-04-04） （中文（简体））.
65. ↑  葉靜文. . 星島日報. 1996-08-04  [2023-08-04]. （原始内容存档于2021-05-19） （中文）.
66. ↑  劉素帉. . 聯合晚報. 1996-12-14: 12  [2025-03-22]. （原始内容存档于2025-03-22） （中文（简体））.
67. ↑  . 新明日報. 1996-12-30: 9  [2025-03-22]. （原始内容存档于2025-03-22） （中文（简体））.
68. ↑  陳玉萍. . 聯合晚報. 1996-12-30: 10  [2025-03-22]. （原始内容存档于2025-03-22） （中文（简体））.
69. ↑  王妙龍. . 聯合晚報. 1997-06-20: 17  [2025-04-21]. （原始内容存档于2025-04-21） （中文（简体））.
70. ↑  . 新報. 1997-08  [2021-05-19]. （原始内容存档于2021-05-19） （中文）.
71. ↑  陳永娟. . 聯合晚報. 1998-12-11: 37  [2025-04-26]. （原始内容存档于2025-04-26） （中文（简体））.
72. ↑  . 太陽報. 1999-08-08: C1  [2021-05-19]. （原始内容存档于2021-05-19） （中文）.
73. ↑  . 太陽報. 2000-01-24  [2021-05-19]. （原始内容存档于2021-05-19） （中文）.
74. ↑  . 明報. 2000-02-15: E08  [2021-06-28]. （原始内容存档于2021-06-28） （中文）.
75. ↑  . 台灣蘋果日報. 2004-02-09  [2020-09-15]. （原始内容存档于2020-09-15） （中文）.
76. ↑  香港公益金.  (PDF). 香港公益金二零零五至二零零六年籌募年報. 2007: 39  [2021-05-19]. （原始内容 (PDF)存档于2015-06-22） （中文）.
77. ↑  . 快報. 1994-07-24  [2023-04-07]. （原始内容存档于2023-04-07） （中文）.
78. ↑  .   [2021-05-19]. （原始内容存档于2021-05-19） （中文）.
79. ↑  . 黎明家族 Leon Family. 2017-06-05  [2019-01-04]. （原始内容存档于2007-11-29） （中文）.
80. ↑  . 台灣黎明家族. 2008-10-11  [2020-03-21]. （原始内容存档于2008-10-11） （中文）.
81. ↑  . 黎明家族日本支部. 2002-10-03  [2020-03-22]. （原始内容存档于2020-03-22） （日语）.
82. ↑  . 黎明家族日本支部. 2003-01-09  [2024-07-14]. （原始内容存档于2003-01-09） （日语）.

## 外部連結
- 香港黎明家族的Facebook專頁 （页面存档备份，存于）
- 台灣黎明家族的Facebook專頁 （页面存档备份，存于）
- 台灣黎明家族 Leon Family（Taiwan） （页面存档备份，存于）
- 新加坡黎明家族 Leon Family（Singapore） （页面存档备份，存于）
- 韓國黎明家族 Leon Family（Korea）（页面存档备份，存于）
- 日本黎明家族 Leon Family（Japan） （页面存档备份，存于）
- 泰國黎明家族 Leon Family（Thailand） （页面存档备份，存于）